# Талпакоті строкатоголовий
Талпако́ті строкатоголовий (Columbina passerina) — вид голубоподібних птахів родини голубових (Columbidae). Мешкає в Північній і Південній Америці та на Карибах.

## Опис

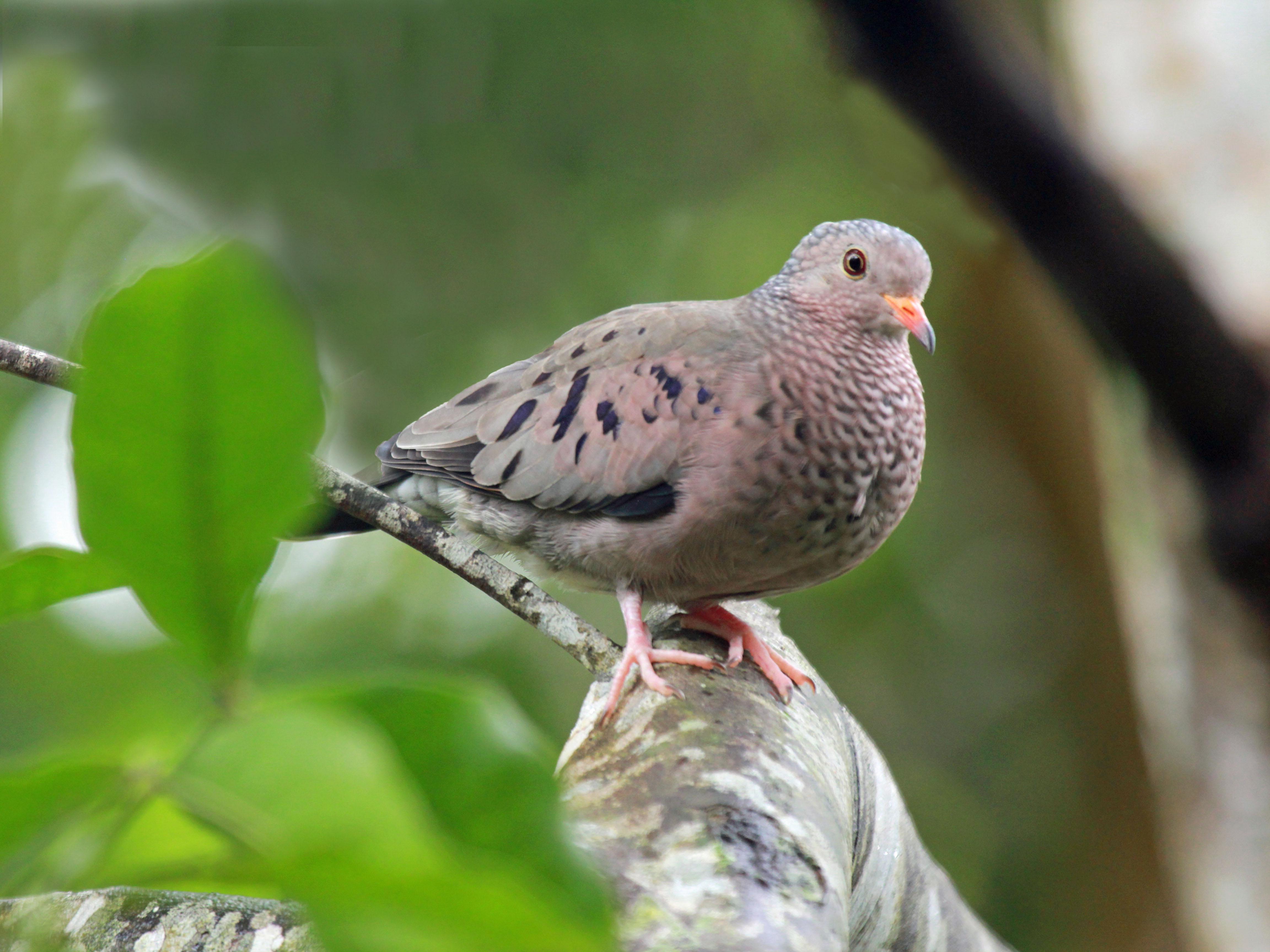
Строкатоголовий талпакоті (Ямайка)

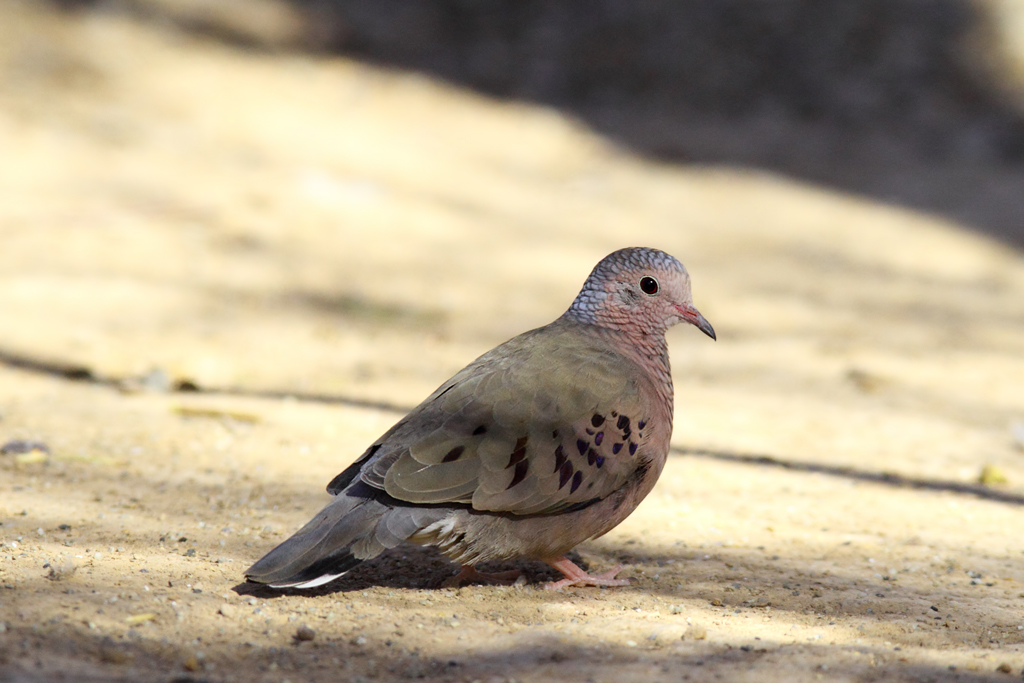
Строкатоголовий талпакоті (Каліфорнія, США)

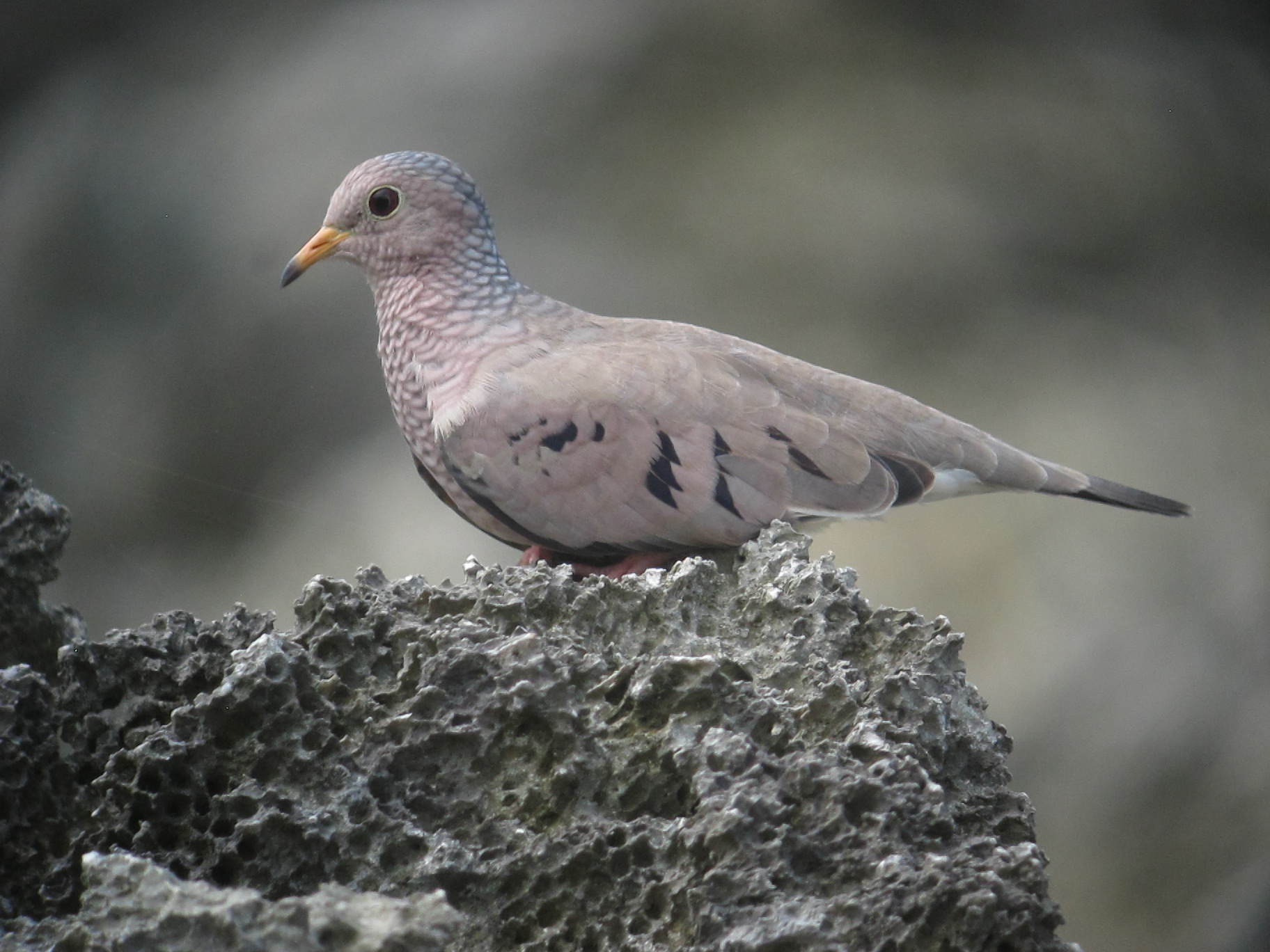
Строкатоголовий талпакоті (Колумбія)

Строкатоголовий талпакоті є найменшим голубом Північної Америки і одним з найлегших голубів у світі. Його довжина становить 15-18 см, розмах крил 27 см, вага 26-40 г. Птах має кремезну будову тіла, хвіст у нього дуже короткий.
У самців голова, шия і груди сірі з рожевим відтінком. Пера на голові, грудях і шиї мають темну центральну частину, що формує плямистий або лускоподібний візерунок. Забарвлення верхньої частини тіла варіюється від сірого до коричнювато-сірого. Покривні пера крил рожеві з райдужними темними плямами. Першорядні махові пера бордові з темними кінчиками, помітні в польоті. Нижні покривні пера хвоста сірувато-коричневі. Дзьоб біля основи жовтий або червонуватий, на кінці темний або повністю чорний. Самиці мають дещо більш тьмяне забарвлення, рожевий відтінок в їх оперенні не виражений.

## Підвиди
Виділяють вісімнадцять підвидів:
- C. p. passerina (Linnaeus, 1758) — південний схід США (від Південної Кароліни до Флориди і Техаса);
- C. p. pallescens (Baird, SF, 1860) — від південного заходу США до Гватемали і Белізу;
- C. p. socorroensis (Ridgway, 1887) — острів Сокорро (на захід від Мексики);
- C. p. neglecta (Carriker, 1910) — від Гондураса до Панами;
- C. p. bahamensis (Maynard, 1887) — Багамські і Бермудські острови (за винятком Інаґуа);
- C. p. exigua (Riley, 1905) — Інагуа (південні Багами) і острів Мона[en] (біля Пуерто-Рико);
- C. p. insularis (Ridgway, 1888) — Куба, Ісла-де-ла-Хувентуд, Кайманові Острови Гаїті і сусідні острови, зокрема Навасса;
- C. p. umbrina Buden, 1985 — острів Тортуга;
- C. p. jamaicensis (Maynard, 1899) — Ямайка;
- C. p. portoricensis (Lowe, 1908) — Пуерто-Рико (за винятком острова Мона) і Віргінські острови (за винятком Санта-Круса);
- C. p. nigrirostris (Danforth, 1935) — острів Санта-Крус (Американські Віргінські Острови) і північні Малі Антильські острови;
- C. p. trochila (Bonaparte, 1855) — острів Мартиніка;
- C. p. antillarum (Lowe, 1908) — південні Малі Антильські острови (від Сент-Люсії і Барбадоса до Гренади);
- C. p. albivitta (Bonaparte, 1855) — північ Колумбії і Венесуели, Аруба, Кюрасао, Бонайре, Тринідад;
- C. p. parvula (Todd, 1913) — центральна Колумбія (верхня частина долини Магдалени);
- C. p. nana (Todd, 1913) — західна Колумбія (долина Кауки і посушлива верхня частина долини Дагуа[en]);
- C. p. quitensis (Todd, 1913) — центральний Еквадор (від річки Гвайябамба до Ріобамби;
- C. p. griseola Spix, 1825 — від південної Венесуели до Гвіани і східної Бразилії.

## Поширення і екологія
Строкатоголові талпакоті живуть в різноманітних відкритих і напіввідкритих ландшафтах, зокрема в чагарникових заростях, на узліссях лісів, в саванах, на сільськогосподарських землях, а також в парках і садах. Зустрічаються на висоті до 2900 м над рівнем моря, ведуть переважно осілий спосіб життя.
Більшу частину часу строкатоголові талпакоті проводять на землі. Вони живляться насінням, дрібними ягодами, комахами, їх личинками та іншими безхребетними, зокрема равликами. Початок сезону розмноження у них різниться в залежності від регіону, на півдні США гніздування триває з лютого по листопад з піком від початку квітня до середини травня.
Строкатоголові талпакоті є моногамними птахами, формують пари на все життя, гніздяться на землі або невисоко в чагарниках. Їхні гнізда зазвичай являють собою неглибоку ямку в землу, окаймлену рослинним матеріалом. іноді також нетривку конструкцію з гілочок та іншої рослинності. В кладці 2 білих яйця. Інкубаційний період триває 12-14 днів, насиджують і самиці, і самці. Пташенята покидають гніздо через 11 днів після вилуплення, однак батьки продовжують піклуватися про них ще деякий час. За сезон може вилупитися 2-3 виводки.

## Збереження
МСОП класифікує цей вид як такий, що не потребує особливих заходів зі збереження. За оцінками дослідників, популяція строкатоголових талпакоті становить приблизно 11 мільйонів дорослих птахів.